# Paul Gabriël (Maler)

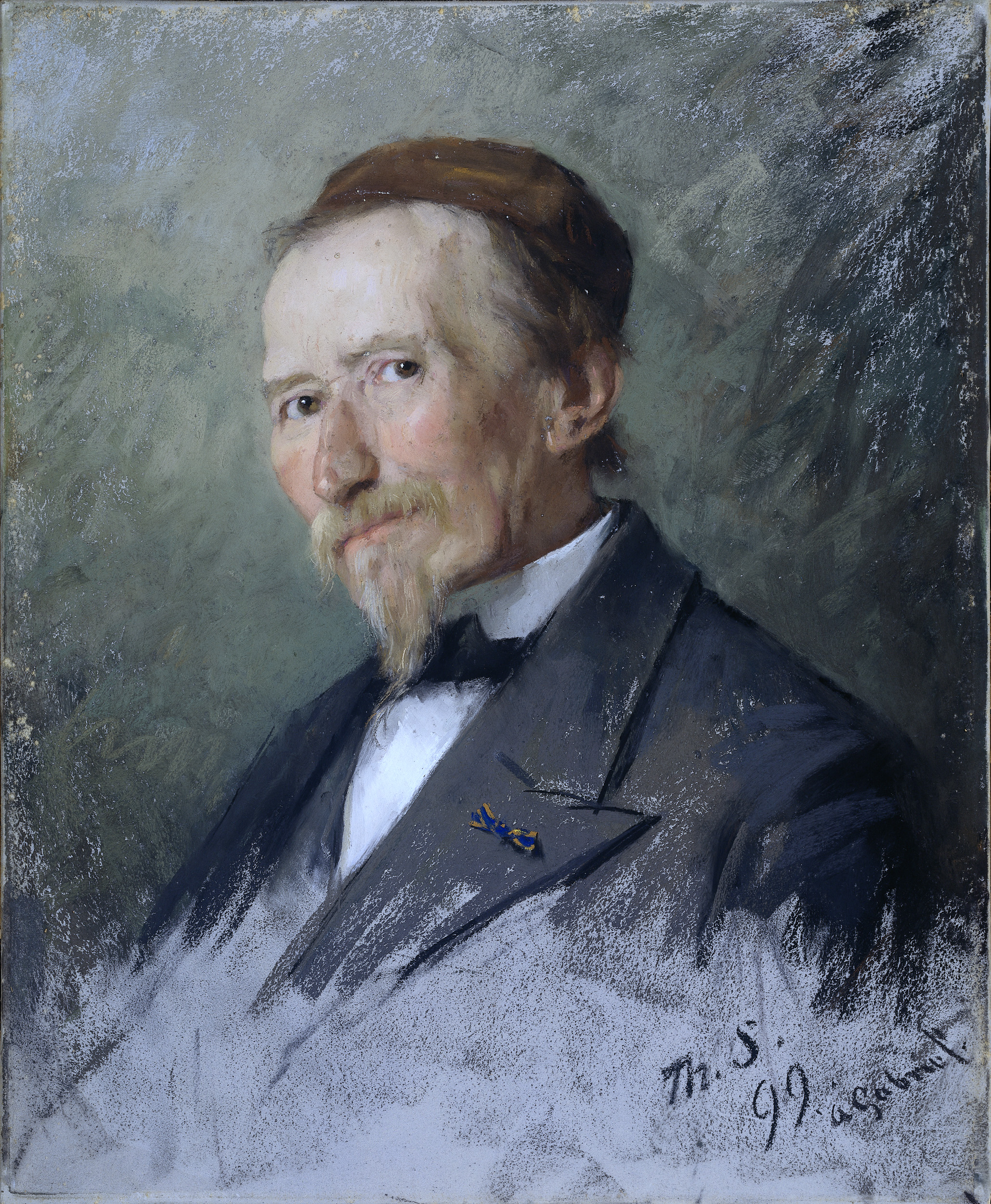
Paul Gabriel
(1899, Thérèse Schwartze)

Paul Joseph Constantin Gabriël (geboren 5. Juli 1828 in Amsterdam; gestorben 23. August 1903 in Scheveningen) war ein niederländischer Maler, Bildhauer und Mitglied der „Haager Schule“.

## Leben
Gabriël war der Sohn des Malers und Bildhauers Paul Joseph Gabriël (1785–1833). Er besuchte die Amsterdamer Akademie der Bildenden Künste, wurde aber vor allem von B. C. Koekkoek in Kleve und später in Haarlem vom zehn Jahre jüngeren Anton Mauve beeinflusst. So suchte er seine ersten Motive zu seinen Landschaften in Oosterbeek und Veenendaal. Die meisten seiner Polderlandschaften entstanden jedoch in der Umgebung des Dorfes Kortenhoef. Von 1860 bis 1884 war Brüssel, wo auch sein Landsmann und Freund Willem Roelofs wohnte, sein ständiger Wohnsitz. Von dort aus unternahm er im Sommer Studienreisen in die Niederlande. Die letzten zwei Jahrzehnte lebte er in Scheveningen.
Gabriël war einer der Führer der sogenannten Haager Schule, durch die sich die Wiedergeburt der niederländischen Kunst in der 2. Hälfte des 19. Jahrhunderts vollzogen hat. Er war auch der älteste dieser Gruppe, seine Entwicklung wurde noch ganz von der alten Schule um Lodewijk Schelfhout und Koekkoek vorbereitet. In seinen frühen Werken spiegelt sich auch gelegentlich – wie bei J. H. Weissenbruch – der romantische Geist, durch den das neue Leben in der holländischen Malerei sich zuerst zeigte, später wurde er in der Gestaltung moderner, freier.
Im Handwerklichen gut geschult, erhob er sich über die konventionellen, aber geschickten Nachahmer der Holländer des 17. Jahrhunderts, drang noch weiter als irgendeiner seiner berühmten Zeitgenossen zum Geiste der spezifisch holländischen Landschaftskunst des 17. Jahrhunderts durch. Das Wesen seiner Kunst ist voller Schlichtheit und Ehrlichkeit. Sein Werk ist darum weniger auffallend als das der Maris, Weissenbruchs und Mauves.
Von den niederländischen Impressionisten unterscheidet er sich dadurch, dass er sich weniger heftig dem plötzlich auf ihn einstürmenden Eindruck hingibt, mit mehr Beharrlichkeit eine einmal empfundene Stimmung festhält. Sein Schönheitsideal lag in der holländischen Polderlandschaft, Natur weitab vom Lärm der Großstadt. Zu Lebzeiten von anderen Meistern der Haager Schule scheinbar etwas überschattet, wird Gabriël heute im immer höheren Maße gewürdigt.

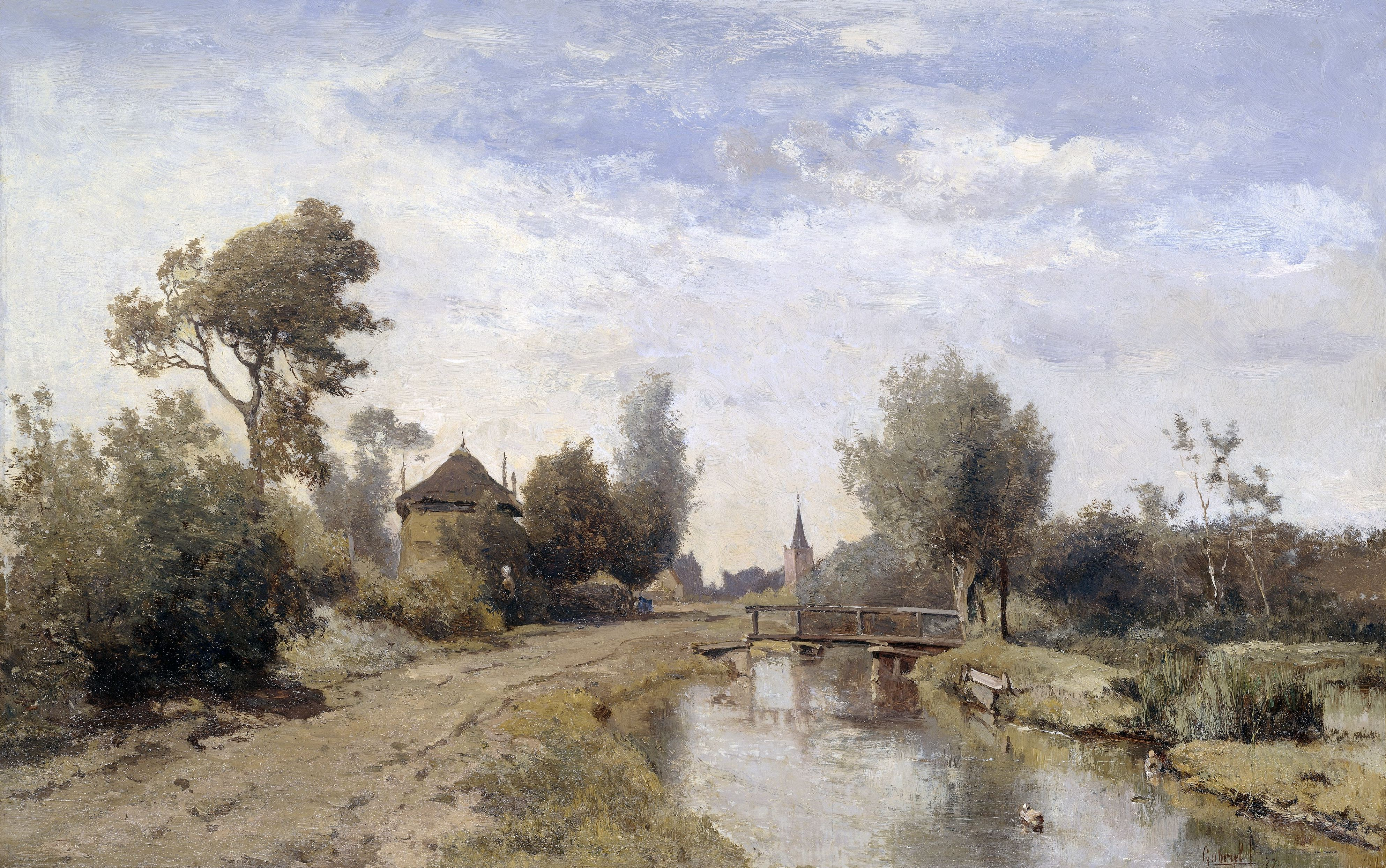
Landschaft bei Kortenhoef
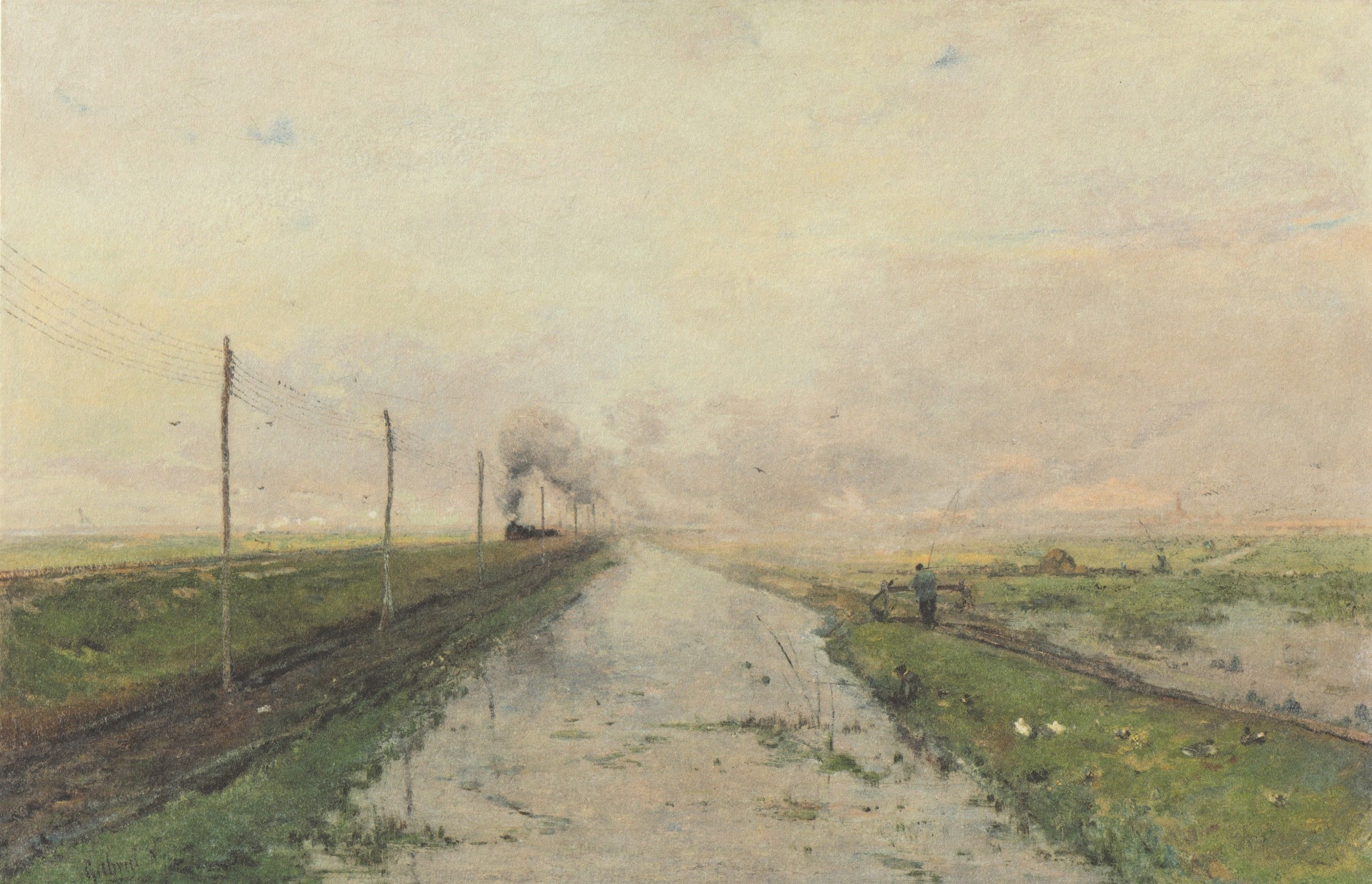
Er kommt aus der Ferne (Kröller-Müller Museum)
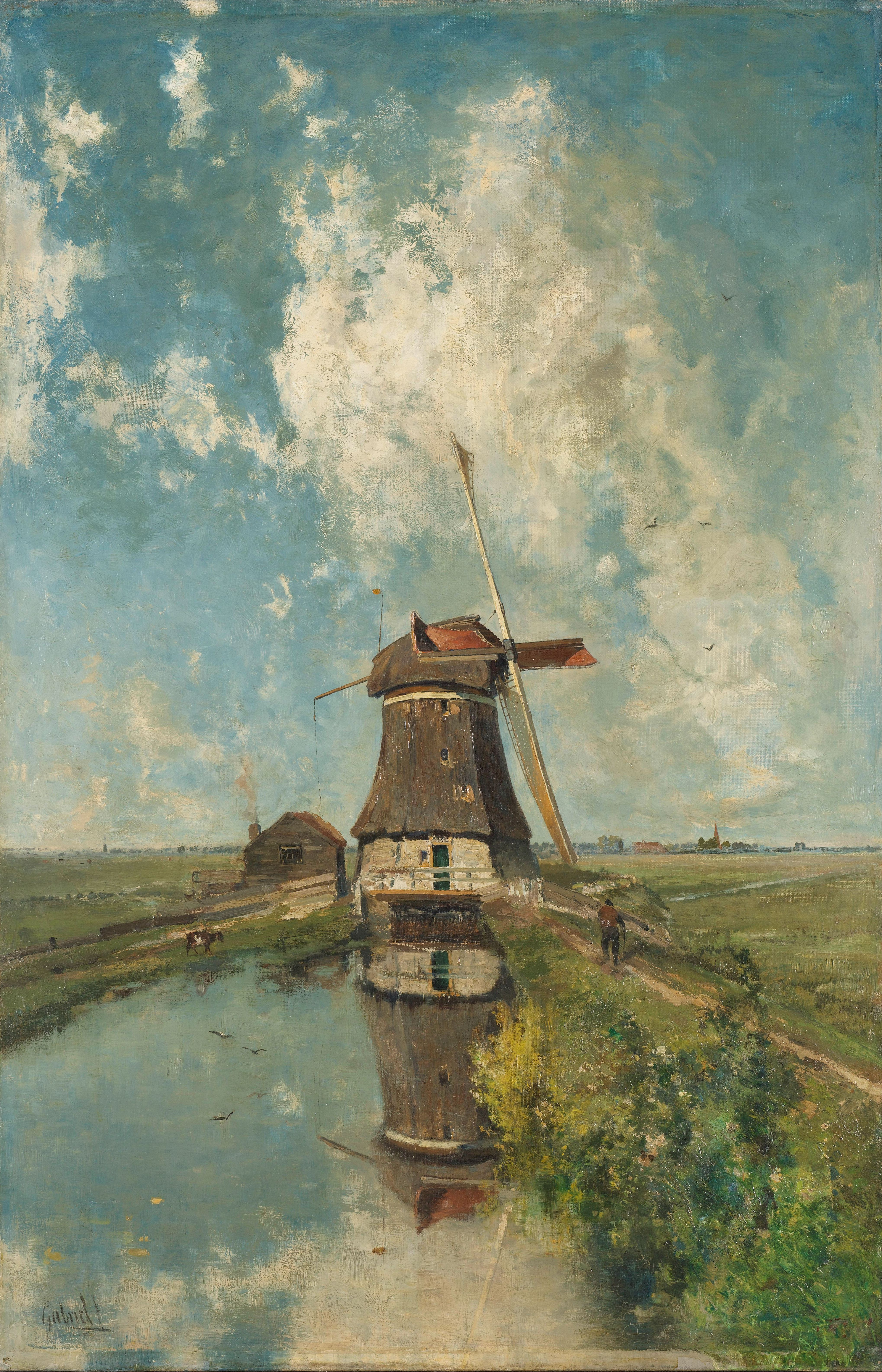
Im Monat Juli
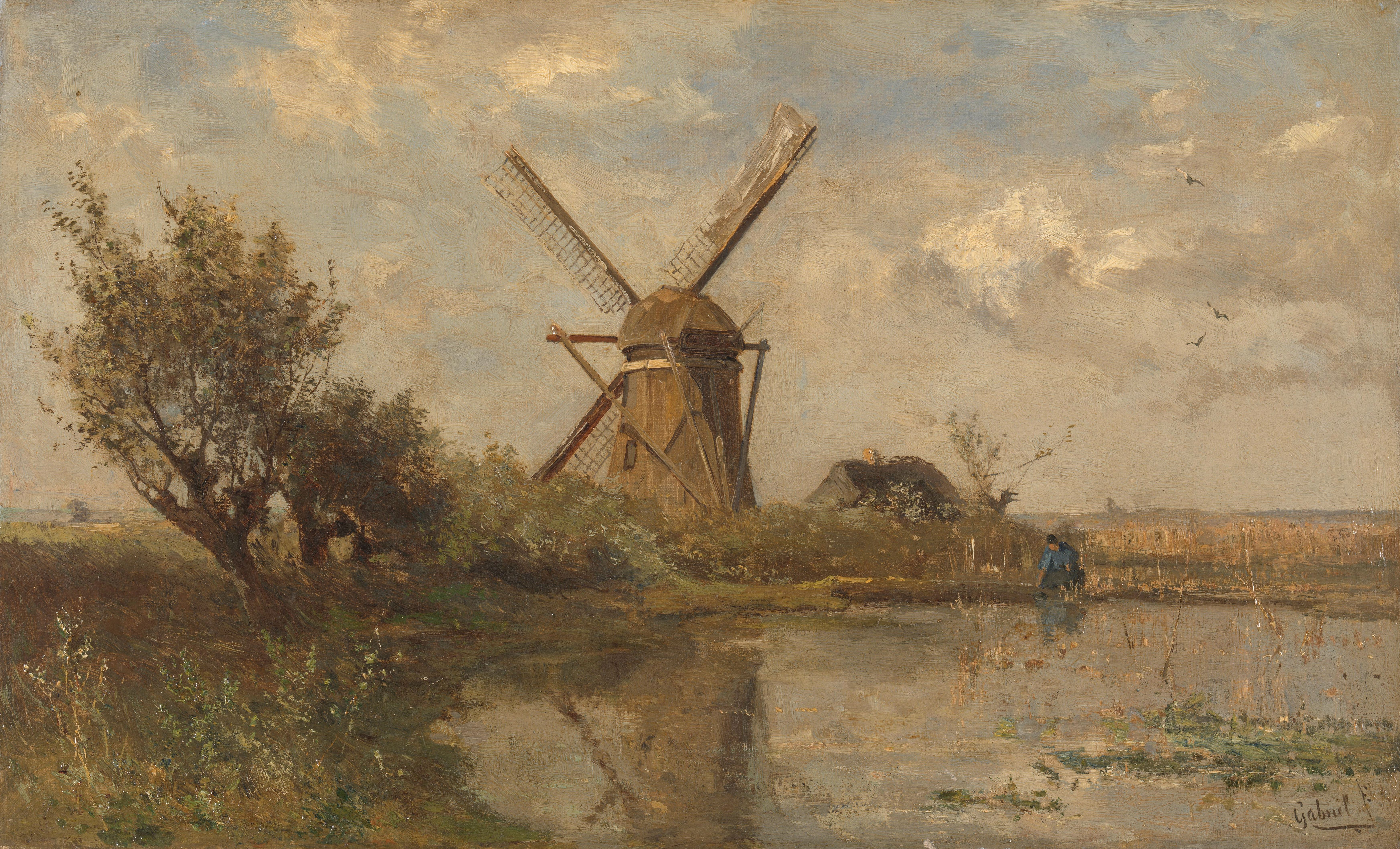
Windmühle am See
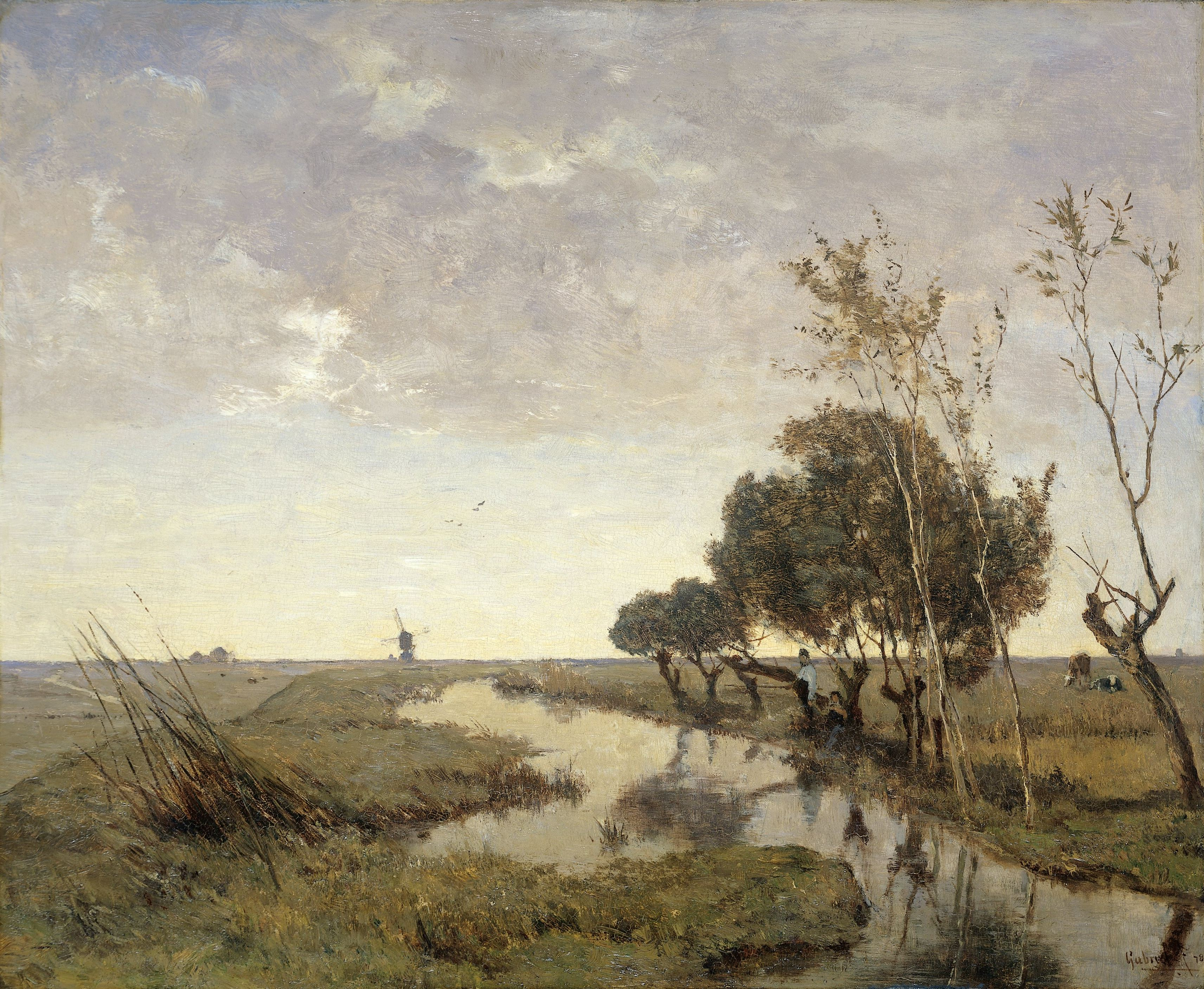
Wassergraben bei Abcoude